# Saint-Arnoult-en-Yvelines
Saint-Arnoult-en-Yvelines – miejscowość i gmina we Francji, w regionie Île-de-France, w departamencie Yvelines. Nazwa miejscowości pochodzi od imienia św. Arnulfa, Arnolfa.
Według danych na rok 1990 gminę zamieszkiwało 5811 osób, a gęstość zaludnienia wynosiła 463 osób/km² (wśród 1287 gmin regionu Île-de-France Saint-Arnoult-en-Yvelines plasuje się na 305. miejscu pod względem liczby ludności, natomiast pod względem powierzchni na miejscu 259.).